# Општина Свети Томаж
Општина Свети Томаж (словен. Sveti Tomaž) је једна од општина Подравске регије у држави Словенији. Седиште општине је истоимени градић Свети Томаж.

## Насеља општине
| - Братонечице - Горњи Кључаровци - Градишче - Загорје - Корачице - Мала вас при Орможу - Мезговци - Пршетинци - Раковци | - Руцманци - Савци - Свети Томаж - Сејанци - Сеник - Сенчак - Трновци - Храњиговци |

Шаблон:Свети Томаж